# Alejandro Chumacero
Alejandro Saúl Chumacero Bracamonte, noto semplicemente come Alejandro Chumacero (La Paz, 22 aprile 1991), è un calciatore boliviano, centrocampista del Wilstermann.

## Biografia
In patria è soprannominato Chumasteiger per la sua somiglianza con il calciatore tedesco Bastian Schweinsteiger.

## Carriera

### Club
Ha esordito nel 2009 con il The Strongest.
Nel Gennaio 2018 viene ceduto al Puebla con cui firma un contratto di due anni con l'opzione per un terzo.

### Nazionale
Nel 2011 viene convocato nell'Under-20 per prendere parte al campionato sudamericano di calcio Under-20.

### Curiosità
È stato, da centrocampista, il secondo miglior marcatore della Copa Libertadores del 2017 con 8 gol, alle spalle dell'attaccante José Sand con 9 reti realizzate.

## Palmarès

### Club

#### Competizioni nazionali
- Campionato boliviano: 1

The Strongest: 2011-2012